# 조시 분 (영화 감독)

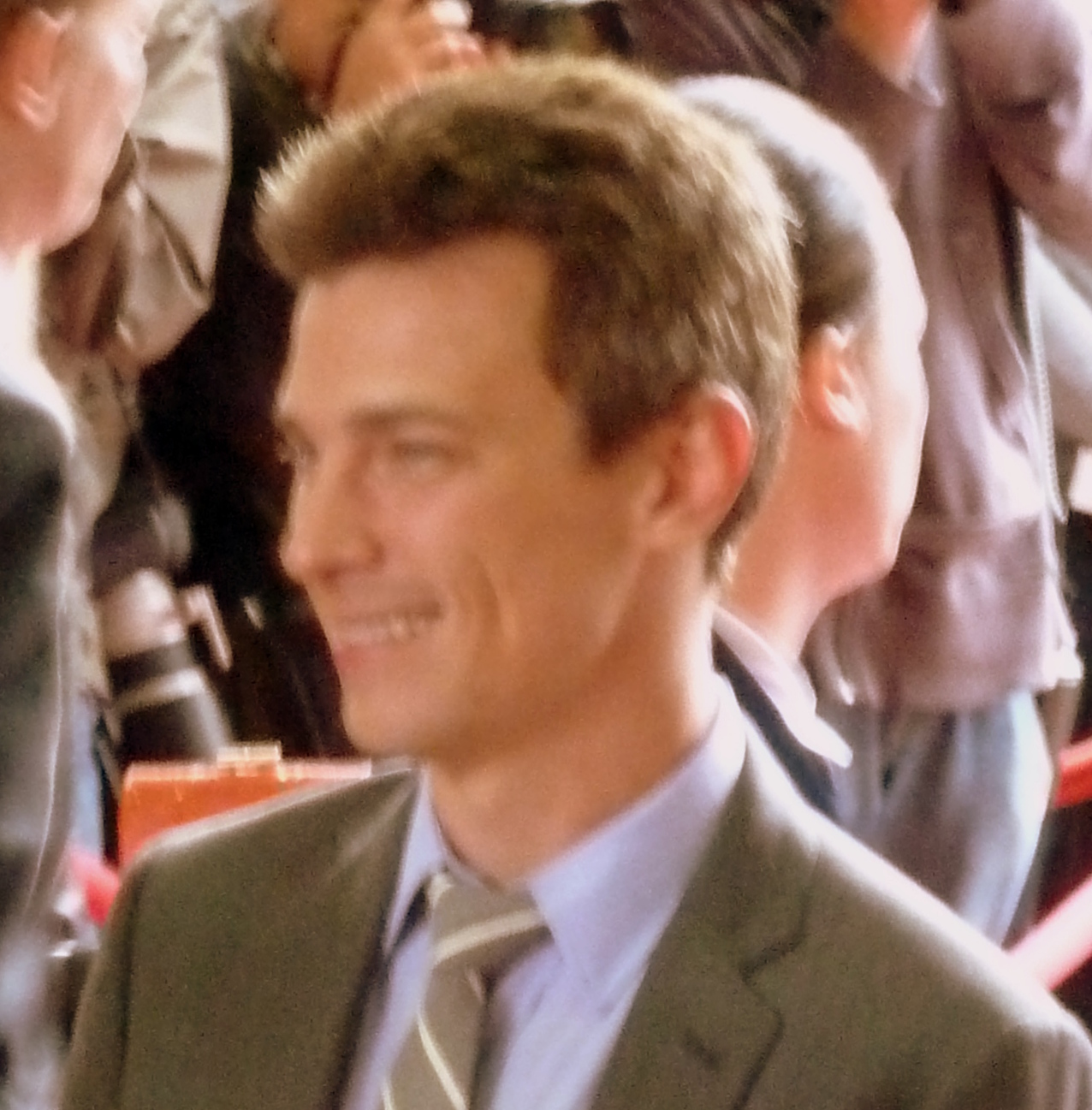

조시 분(Josh Boone, 1979년 4월 5일 ~ )은 미국의 영화 감독, 영화 각본가이다. 영화 《스턱 인 러브》와 《안녕, 헤이즐》의 감독으로 유명하다.

## 작품 목록

### 영화
- 스턱 인 러브 (2012)
- 안녕, 헤이즐 (2014)
- 뉴 뮤턴트 (2020)